# Balistoides viridescens
Il pesce balestra titano (Balistoides viridescens (Bloch & Schneider, 1801)  è un pesce appartenente alla famiglia Balistidae.

## Distribuzione e habitat
Questo pesce è diffuso nel Mar Rosso e negli oceani Indiano e Pacifico occidentale. 

Popola le barriere coralline a profondità basse. È particolarmente comune nelle lagune degli atolli e in altri ambienti riparati dalle correnti e dalla risacca.

## Descrizione

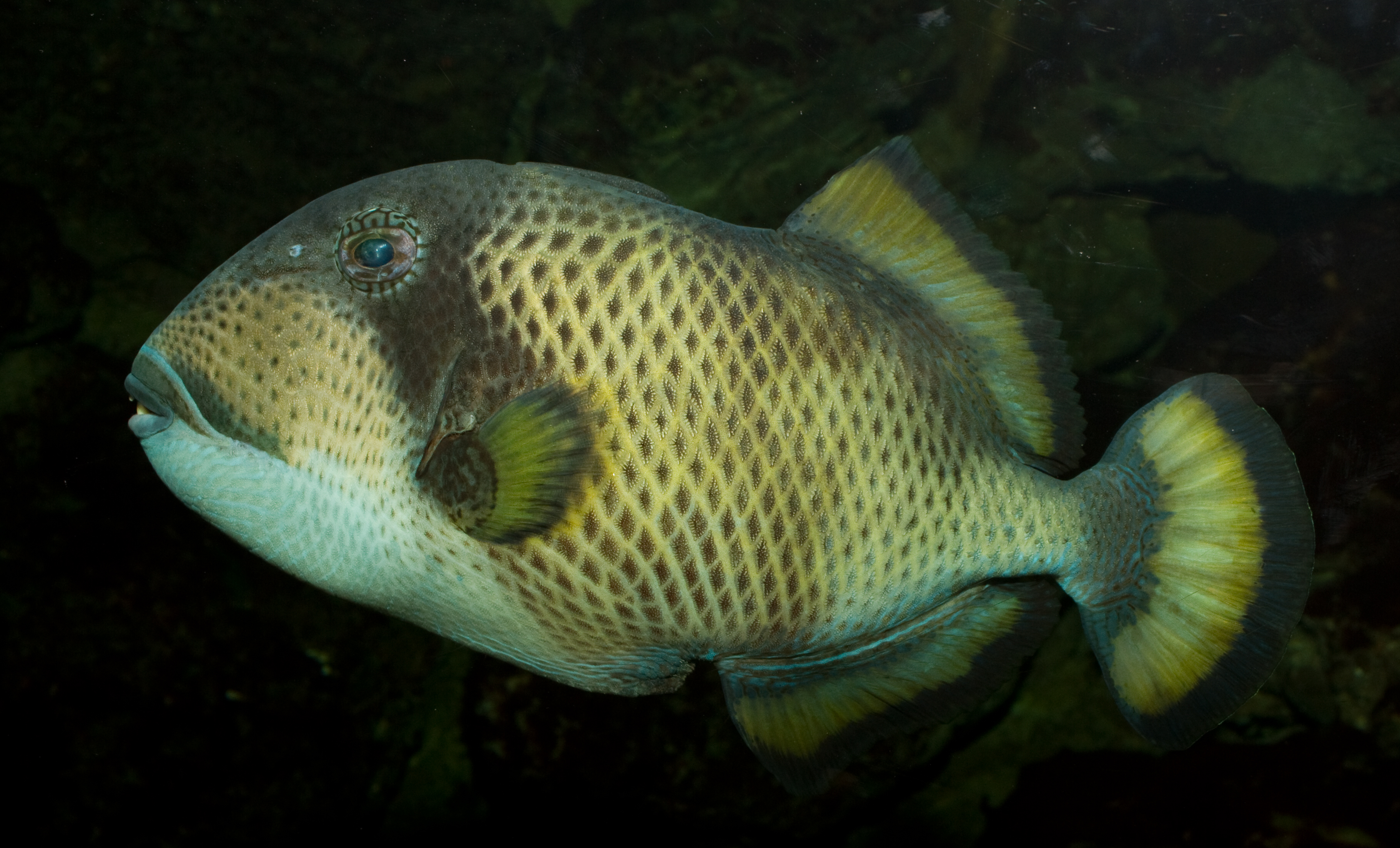
Pesce balestra titano

Ha l'aspetto tipico dei Balistidae. La colorazione è verdastra scura nella parte centrale del corpo con testa e peduncolo caudale chiari. Sull'occhio e sulla bocca sono presenti due fasce più scure. Le pinne dorsale, caudale ed anale sono giallastre, brune o rossicce con bordi più scuri.
Raggiunge i 75 cm di lunghezza.

## Comportamento
Noto per la sua territorialità, diventa alquanto aggressivo e violento se disturbato. Sono stati riferiti attacchi ad operatori subacquei da parte di femmine a guardia delle uova.

## Alimentazione
Si nutre di ricci di mare, crostacei, e polipi dei coralli, che cattura rompendo le formazioni calcaree con le robuste mandibole.

## Pesca
Viene pescato e commercializzato nel suo areale. Sono stati riportati casi di ciguatera causati dal suo consumo.